# Susi Sánchez
María Asunción Sánchez Abellán (Valência, 21 de março de 1955) é uma atriz espanhola. Em 2019, ganhou o Prêmio Goya de melhor atriz pelo seu papel no filme La enfermedad del domingo.

## Filmografia
| Ano  | Título                         | Papel                |
| ---- | ------------------------------ | -------------------- |
| 2020 | Ofrenda a la tormenta          | Rosario              |
| 2019 | Legado en los huesos           | Rosario              |
| 2019 | Dor e Glória                   | Beata                |
| 2018 | La enfermedad del domingo      | Anabel               |
| 2017 | El guardián invisible          | Rosario              |
| 2016 | Julieta                        | Sara, mãe de Julieta |
| 2015 | Tras bambalinas                | Mãe                  |
| 2015 | Lejos del mar                  | Concha               |
| 2015 | Truman                         | Mulher adotante      |
| 2013 | 15 años y un día               | Cati                 |
| 2013 | Los amantes pasajeros          | Mãe de Alba          |
| 2012 | La fotógrafa                   | Sara                 |
| 2011 | 10 000 noches en ninguna parte | A mãe                |
| 2011 | La piel que habito             | Mãe de Vicente       |
| 2011 | La voz dormida                 | Sor Serafines        |
| 2009 | La teta asustada               | Aída                 |
| 2008 | El patio de mi cárcel          |                      |
| 2008 | Yo sólo miro (curta-metragem)  | Julia                |
| 2004 | Incautos                       | Madre de Miriam      |
| 2003 | Carmen                         | Blanca               |
| 2003 | La vida mancha                 | Diretora do INEM     |
| 2003 | No tengo miedo                 | Mãe de Filippo       |
| 2002 | La vida de nadie               | Diretora do Colégio  |
| 2002 | Piedras                        | Mánager              |
| 2001 | Juana la loca                  | Rainha Isabel        |
| 2000 | Aunque tú no lo sepas          | Ángela               |
| 2000 | Cascabel                       | Doña Gertru          |
| 1998 | La mirada del otro             | Jueza                |
| 1998 | Las ratas                      | Doña Resu            |
| 1997 | Sólo se muere dos veces        | Realizadora          |
| 1996 | Zapico                         | Ex-mulher            |
| 1996 | Malena es un nombre de tango   | Jimena               |
| 1996 | Náufragos                      | Pilar                |
| 1995 | Una casa en las afueras        | Teresa               |
| 1995 | Entre rojas                    | Flora                |
| 1995 | Felicidades, Tovarich          |                      |
| 1994 | Al otro lado del túnel         | Marisa               |
| 1974 | Una pareja... distinta         |                      |